# زنان در آنگولا
تا اواخر دهه ۱۹۸۰ هیچ تحقیق جامعی در خصوص نقش زنان در جامعه آنگولا وجود ندارد. اما مطالعات پراکنده‌ای صورت گرفته که تصویر محدودی از سابقه تاریخی زنان در آنگولا را بازگو می‌کند. در ساختار روستایی آنگولا، همانند بسیاری از جوامع روستایی آفریقایی، بیشتر جمعیت به کشاورزی مشغول بودند. زنان نیز در فرایند کشاورزی مشغول بودند و ازدواج مردان با زنان بر اساس معیارهایی مانند منافع خانوادگی، سیاسی و اقتصادی بود. در آن جامعه تولید به کشاورزی اختصاص داشت و با توجه به فعالیت تمام اعضای خانواده، خانوار مهم‌ترین واحد تولیدی محسوب می‌شد. نسل‌های گوناگونی که در یک خانواده رشد می‌کردند، در هر برهه زمانی و سنی نقشی در تولید خانواده بر عهده داشتند. زنان به‌طور عمده به تهیه غذای خانواده و سایر کارهای خانگی مشغول بودند. به دلیل نقش عمده‌ای که زنان در تولید غذا داشتند، از موقعیت نسبتاً برابری با مردان برخوردار بودند. مردان بیشتر وقت خود را صرف شکار یا دامپروری می‌کردند.
تا پایان سال ۲۰۰۵ تقریباً ۲۵ میلیون بزرگسال و کودک مبتلا به ویروس ایدز در جنوب صحرای آفریقا تخمین زده شده است. همچنین در طول سال ۲۰۰۵، در حدود دو میلیون مرگ ناشی از ایدز در آفریقا رخ داده که زندگی ۱۲ میلیون نفر را تحت تأثیر قرار داد. مطالعه‌ای که از حدود ۲۰۰۰ آفریقایی در سال ۲۰۰۵ انجام شد نشان داد که ترویج فرهنگ استفاده از کاندوم می‌تواند با باورهای عامیانه سنتی جلوگیری از بارداری مقابله کرده و در کاهش تعداد مبتلایان به ایدز مؤثر باشد. مطالعات جداگانه‌ای نشان داده است که زنان باردار مبتلا به ایدز سلامت روانی بسیار بدتری نسبت به دیگر مبتلایان داشته‌اند و دو سوم از آن‌ها دچار پریشانی روانی شدید بودند.
آنگولا نرخ مرگ و میر بالایی از سرطان پستان دارد که یکی از علل آن را به عدم آگاهی جامعه از علائم این بیماری که منجر به تشخیص دیرهنگام می‌شود؛ نسبت می‌دهند. در یک نظرسنجی از ۵۹۵ دانشجوی آنگولایی، ۶۵ درصد از آن‌ها مطلع نبودند که سرطان پستان یکی از کشنده‌ترین سرطان‌ها در جنوب آفریقا است و کمتر از ۳۵ درصد آن‌ها می‌دانستند که این بیماری می‌تواند مردان را هم درگیر کند. هرچند پیشرفت‌هایی در خصوص آموزش جامعه با علائم بیماری از طریق دانشگاه‌ها و استفاده از رسانه‌های اجتماعی مانند فیس بوک و ایکس صورت گرفته، اما در تحقیق صورت گرفته اکثر دانشجویان اذعان کردند که با این آموزش‌ها آشنایی ندارند.
بسیاری از زنان آنگولا در سازمان زنان آنگولا (Organização da Mulher Angolana-OMA) عضو هستند. قبل از استقلال آنگولا، این سازمان در بسیج حمایت سیاسی از حزب جنبش مردمی برای آزادی آنگولا (MPLA) در میان هزاران پناهنده آنگولایی نقش مهمی داشت. حزبی که در جریان جنگ استقلال آنگولا از ۱۹۶۱ تا ۱۹۷۴ علیه ارتش پرتغال جنگید و پیروز شد. پس از استقلال و حاکم شدن حزب در سال ۱۹۷۷، تشکل‌های مردمی تحت کنترل شدید حزب قرار گرفتند. در سال ۱۹۸۷، حدود ۱٬۳ میلیون زن در سازمان زنان آنگولا عضو بودند که بیشتر آن‌ها در مناطق روستایی زندگی می‌کردند. اعضای سازمان با وجود اینکه اکثراً از قشر فقیر و بیکار بودند، اما فعالیت‌های متعدد داوطلبانه داشتند که از جمله آن‌ها می‌تواند به ایجاد برنامه‌های سوادآموزی و فعالیت در خصوص مسائل درمانی و بهداشتی اشاره نمود. اگرچه با حاکم شدن حزب، زنان بیشتری در مشاغلی که در گذشته کنار گذاشته شده بودند، مشغول به کار شدند؛ اما با این حال در سال ۱۹۸۸، تنها ۱۰ درصد از اعضای حزب حاکم جنبش مردمی زن بودند. مشارکت زنان در دولت در مقایسه با کشورهای مشابه از لحاظ اجتماعی، فرهنگی و سیاسی فرق چندانی نداشت اما سیاست‌های حمایت از زنان از دهه ۱۹۸۰ در دستور کار دولت قرار گرفت. ۲۶٬۹٪ از مجلس ملی آنگولا را نمایندگان زن تشکیل دادند و تعداد قاضی زن در دادگاه قانون اساسی آنگولا ۴ نفر از ۱۱ ظرفیتی بود که برای زنان در نظر گرفته شده بود. از رسانه‌های آنگولا به عنوان یکی از عوامل تبلیغ و ترویج کلیشه‌های جنسیتی در این کشور نام برده می‌شود.
برنامه دیگر دولت آنگولا به منظور ارتقای جایگاه زنان، تشکیل وزارت خانواده و زنان بود. با این حال با وجود تغییرات صورت گرفته، پیشرفت کمی برای اصلاح جدی مسائلی مانند رای‌دهی زنان یا برنامه‌های آگاه‌بخش در خصوص بارداری و جلوگیری از بارداری ناخواسته صورت گرفته است. وزارت خانواده و زنان همچنین سهم بسیار کمی از بودجه عمومی دولت دارد و همین امر موجب شده که امکان فعالیت گسترده و انجام پروژه‌های بزرگ‌تر را که منجر به نتایج ملموس‌تری در خصوص وضعیت زنان شود، نداشته باشد.